# PolNet
PolNet – sieć serwerów IRC założona w Polsce w latach 1998-1999, jak alternatywa do dominującej wówczas sieci IRCnet. W przeciwieństwie do IRCnetu, sieć oferuje rejestrację pseudonimów użytkowników i nazw kanałów, co utrudniało zajęcie nazw używanych przez innych użytkowników i tzw. przejmowanie kanałów IRC.
W okresie swojej największej popularności w roku 2003 sieć miała 2130 użytkowników, w maju 2009 korzystało z niej ponad 800 użytkowników skupionych na prawie 600 kanałach, co daje jej 95 miejsce pod względem liczby użytkowników na świecie.
Operatorzy sieci PolNet korzystają z domeny internetowej ircnet.pl, która według niektórych nawiązywała do IRCnetu, trzeciej co do wielkości sieci pod względem użytkowników na świecie, zaś inni twierdzili, że IRCnet jest nazwą o charakterze ogólnym, oznaczającym dowolną sieć IRC.
W maju 2009 roku sieć obsługiwały dwa serwery IRC: katowice.ircnet.pl i torun.ircnet.pl.